# Crónicas marcianas
Crónicas marcianas va ser un late show de televisió, produït per Gestmusic Endemol i emès per la cadena Telecinco entre 1997 i 2005. Estava dirigit i presentat per Xavier Sardà i comptava amb Miquel José i Jordi Roca, amb els qui Sardá havia creat La Ventana a la Cadena SER, com a sotsdirectors i guionistes.
És el programa de late night que més ha durat i que ha estat més vist de la història de la televisió a Espanya. Malgrat ser considerat per molts com un dels màxims exponents de l'anomenada telebrossa a Espanya, va obtenir multitud de premis, com un Ondas, dos de l'Acadèmia de la Televisió i sis TP d'Or.

## Història
Cròniques marcianes va començar a emetre's el 8 de setembre de 1997 per competir amb el programa presentat per Pepe Navarro a Antena 3 La sonrisa del pelícano, llavors capdavanter d'audiència de la franja nocturna. En principi, Crònicas marcianas aportava menys sensacionalisme i un humor més tou, amb humoristes, feres salvatges, vídeos d'errors, caigudes i Martí Galindo, que feia de presentador, al costat de Sardà. S'entrevistava a personatges com Cindy Crawford, David Copperfield, Enrique Iglesias, Ricky Martin.
Quan La sonrisa del pelícano va desaparèixer enmig de la polèmica, Crónicas marcianas es va convertir en líder indiscutible de la seva franja horària. Boris Izaguirre va passar a ocupar-se de l'anàlisi "semiòtica" de l'actualitat del cor, a més de realitzar actuacions de transformismo i striptease. Nous humoristes i personatges públics s'anirien succeint, com Manel Fuentes, Mariano Mariano, Paz Padilla o Rosario Pardo. Cristina Almeida, Anna Balletbó, Celia Villalobos, Begoña Ameztoy, el pare Apeles, Isabel García Marcos, Loles León, Javier Nart, Enrique del Pou, Ramoncín, Yvonne Reyes, Juan Adriaensens, Empar Moliner… debatien temes candents de l'actualitat política i social. Des d'Esta noche cruzamos el Mississipi, va anar-hi Francisco Pérez Abellán per ocupar-se dels crims. Carmen Vijande feia una secció de sexologia.
Per la seva banda, Javier Cárdenas recorria Espanya per trobar diferents personatges per entrevistar-los; alguns consideren que l'objectiu d'aquestes entrevistes era la burla, fins i tot Cárdenas i el propi Sardà van ser condemnats per una entrevista a un discapacitat. Es farien populars així Paco Porras, Leonardo Dantés, Tamara, la Pantoja de Puerto Rico, El Pozí, La Bruixa Lola, Carmen de Mairena, el Mocito Feliç i altres personatges, que aniria a buscar per rodar una pel·lícula per a les pantalles espanyoles: FBI: Frikis Buscan Incordiar. Per la seva banda, la controvertida cantant Tamara arribaria a encapçalar la llista de senzills més venuts del país. El programa també va patrocinar la venda de diversos recopilatoris de música.
A partir del 2000, Crónicas marcianas va començar a explotar el fenomen dels concursos de telerrealitat, com a Gran Hermano i Hotel Glam, fins a tal punt que molts dels seus exconcursants es van convertir en tertulians del programa, substituint als anteriors. Així va passar amb Aída Nízar, Sonia Arenas, Jorge Berrocal, Dinio García, María José Galera, Kiko Hernández, Carlos Navarro El Yoyas, Silvia Fominaya, Marta López, Pocholo Martínez Bordiú, Noemí Ungría, Raquel Morillas... Les taules de debat van passar a ser ocupades per Nuria Bermúdez, Borja Hernán, Erika Alonso, Mari Cel Pallers (filla de l'actor Andrés Pallers), Alessandro Lecquio (noble italià, besnet del rei Alfonso XIII), Coto Matamoros, Sonia Monroy, Mayte Alonso, Mila Ximénez i altres personatges; la fama d'algunes d'aquestes persones es devia principalment a les seves relacions sentimentals amb artistes o amb altres famosos similars. Es va potenciar així el boom dels famosos que ho eren tan sols per aparèixer a la televisió i l'anomenada premsa del cor i que apareixien en la televisió i premsa sensacionalistes per ser famosos. Eren habituals els temes en els quals es desvetllava les relacions sentimentals dels altres, les acusacions entre si de maltractament, consum o tràfic de drogues o d'exercici de la prostitució. En aquesta última època, Carlos Latre, Xavier Deltell i Rocío Madrid es van incorporar al costat de Sardà com copresentadors.
A la temporada 2004-2005 el programa va gaudir cada vegada de menys espectadors. D'altra banda, programes a la seva mateixa franja horària, com Buenafuente, d'Andreu Buenafuente, de continguts notablement diferents respecte a Crónicas, va començar a restar-li espectadors, fins que es va anunciar el seu comiat, en finalitzar la temporada, quan encara encapçalava d'audiència nocturna.

## Llista de col·laboradors
- Xavier Deltell (1997-2005)
- Sonia Monroy (1998-2005)
- Erika Alonso (1999-2005)
- Boris Izaguirre (1999-2005)
- Jesús Locampos (2000-2005)
- Begoña Ameztoy (2000-2005)
- Carmen Fogons (2000-2005)
- Marta López (2001-2005)
- Alessandro Lecquio (2001-2005)
- Cristina Ortiz Rodríguez (2001-2003)
- Carlos Latre (2002-2005)
- Javier Cárdenas (2002-2005)
- Daniela Blume (2003-2005)
- Rocío Madrid (2003-2005)
- Juan Carlos Ortega (2003-2005)
- Antonio David Flores (2003-2005)
- Kiko Hernández (2003-2005)
- Silvia Fominaya (2003-2005)
- Natacha Jaitt (2004-2005)
- Pare Apel·lis (1997-1998 i 2004-2005)
- Pilar Rahola (1998-2004)
- Coto Matamoros (2000-2004)
- Carlos Navarro "El Yoyas" (2001-2004)
- Carlos Pumares (2002-2004)
- Raquel Morillas (2003-2004)
- Aída Nízar (2003-2004)
- Mila Ximénez (2004)
- Jorge Berrocal (2000-2003)
- Pepe Calabuig (2000-2002)
- Enrique del Pou (2000-2002)
- Rosario Pardo (2000-2002)
- Fernando Ramos (2000-2002)
- Nacho Rodríguez (2000-2002)
- Fayna Bethencourt (2001-2003)
- Mayte Alonso (2002-2003)
- Martí Galindo (1997-2002)
- Mariano Mariano (1997-2002)
- Borja Hernán (2000-2002)
- Manel Fuentes (1997-2001)
- Chiqui Martí (1999-2001)
- Íñigo González (2000-2001)
- Toni Clapés (1998-2000)
- Judit Sánchez (1999-2000)
- Paz Padilla (1997-1999)
- Karmele Marchante (1997-1998)
- Carlos Ferrando (1997-1998)
- Bibiana Fernández (1998)

## Evolució de les audiències
| Temporada | Estrena | Final | Espectadors | Share |
| --------- | ------- | ----- | ----------- | ----- |
| 1         | 1997    | 1998  | 1.826.000   | 22,5% |
| 2         | 1998    | 1999  | 1.568.000   | 24,5% |
| 3         | 1999    | 2000  | 1.548.000   | 28,7% |
| 4         | 2000    | 2001  | 1.818.000   | 33,7% |
| 5         | 2001    | 2002  | 1.792.000   | 31,3% |
| 6         | 2002    | 2003  | 1.871.000   | 32,7% |
| 7         | 2003    | 2004  | 1.981.000   | 37,7% |
| 8         | 2004    | 2005  | 1.471.000   | 29,4% |
| Total     | 1997    | 2005  | 1.734.000   | 30,1% |